# 決闘

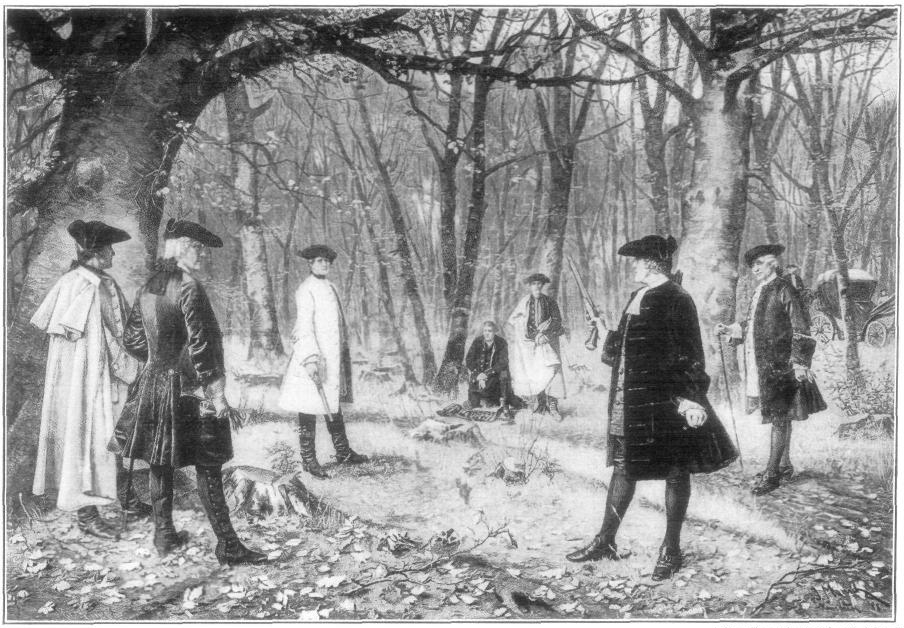
1804年7月11日にアメリカ合衆国ニュージャージー州ウィホーケンで行われた副大統領アーロン・バーとその政治的対立者アレクサンダー・ハミルトンの決闘を描いた絵。アメリカではもっとも有名な決闘。

決闘（けっとう、英: duel  発音）とは、名誉の獲得・回復、紛争の解決、恨みを晴らすなどの目的で当事者双方が同意して、あらかじめ了解し合ったルールに基づいて行う闘争のことをいう。「果合（はたしあい）」と同義である。不良少年による俗語は「タイマン」(一対一の喧嘩から)。

## 概要
一般に決闘は、戦場での対決や闘技士の戦いとは区別される。これらは戦う相手に対する憎しみや恨みが立ち合いの原因ではなく、闘争は偶発的であり、あるいは現代のスポーツと同じような競技試合だからである。対して決闘は当事者双方の名誉・利害問題の解決に重点が置かれているところにその特徴がある。
501年にブルゴーニュ王グンドバートが制度化したのをきっかけに「判決のための決闘」（決闘裁判）がヨーロッパ各地に広がり、中世ヨーロッパでは長きにわたり裁判としての決闘が行われた。こうした裁判が行われたのは「神は正しい者に味方する」「決闘の結果は神の審判」というキリスト教の信仰が背景にあった。判決の決闘は10世紀から12世紀に最盛期を迎えたが、決闘の対象となりうるのは貴族や自由人に限られていた。しかしやがて裁判としての正当性が疑われるようになってきて、フランス・イギリスでは14世紀以降にはこの形態の決闘はほとんど姿を消す。
判決のための決闘が減っていく一方、16世紀以降には個人間での名誉回復の手段として私闘の「名誉のための決闘」が増えていく。名誉のための決闘は特に上流階級の間で盛んに行われた。
決闘のための武器は中世期から18世紀末に至るまで長らく剣が使用されたが、18世紀中頃からピストルが使用されるようになっていった。19世紀に入った頃にはピストルが決闘武器として最も主流となった。
19世紀になると決闘のルールも各国でそれぞれ集約されてきて、特にフランスの作法が詳細に及び、他のヨーロッパ諸国はこれを模範にするようになったと考えられている。決闘は19世紀半ば頃までヨーロッパ各国で盛んに行われたが、19世紀後半になると法規制が進んだことや貴族・特権階級層の没落などがあって廃れていく。
アメリカでは西部開拓時代に決闘が盛んだったが、西部の荒くれ者はヨーロッパにおけるような決闘の作法を遵守することは少なく、ヨーロッパにおいては決闘とは見なされない性質の物が多かった。南北戦争後には法的規制が厳しくなってきて西部においても決闘は下火になっていく。
日本では、戦国時代から江戸時代にかけて武士の間で行われた果たし合いが同種の物に該当するが、後年には侠客や博徒の間で流行していた。現在の日本では決闘は決闘罪ニ関スル件（1889年制定）で禁止されている。2019年に東京都の高校生2名がSNSで「タイマン」を示し合わせたうえで殴り合いを行った事件について警視庁は「決闘罪ニ関スル件」違反容疑で両名を逮捕している。

## ヨーロッパの決闘

### 決闘裁判

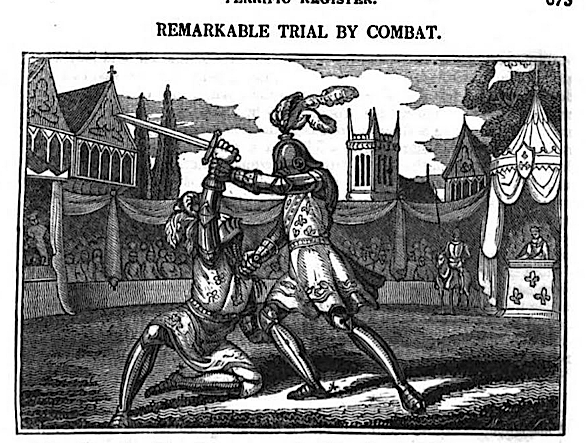
決闘裁判

決闘（duel）の語はラテン語の二人（duo）と戦い（bellum）から生まれた言葉である。デュエルはいわば「二人の戦い」の意味に過ぎないが、裁判の最終的な判決を得る手段として決闘を利用する風習（決闘裁判）はゲルマン民族の伝統が由来と考えられている。すなわち古代ブルグント人、フランク人、アレマン人、ロンゴバルド人、スウェーデン人である。中世イングランド法であるアングロサクソン法には見られず、決闘裁判の文化はノルマンコンクエスト以降大陸から移入されたものである。ローマ法にはこの文化は知られておらず、古代の東方、たとえばハンムラビ法典やユダヤのトーラー、あるいはイスラムのシャリーアなどの資料にも登場しない。
501年にブルゴーニュ王グンドバートは「被告が問われている罪を否定し、原告がそれに満足していないときは剣を手にしてでも真実を明らかにすると表明してよい。被告がなおも否認するならば、議論は剣によって解決することを法として認める」「すべての人は自分の証明しようとする真実は剣をもって守り、甘んじてこの裁きを受ける用意を持つべきである」として「判決のための決闘」（決闘裁判）を制度化した。この裁判方法はヨーロッパ各地に広がり、中世ヨーロッパでは長きにわたり裁判としての決闘が行われた。こうした裁判が行われたのは「神は正しい者に味方する」「決闘の結果は神の審判」というキリスト教の信仰が背景にあった。ただし封建主義時代のことなので決闘の対象となりうるのは貴族や自由人に限られていた。非自由人は神明裁判によって身の証を立てねばならなかったが、奴隷同士であれば許されるケースもあったらしい。身分が異なる場合、身分の高い者は低い者からの決闘の要求を断ることができ、ザクセンシュピーゲル・ラント法（1.6.3.3）にも明記されている。身分の高い者から低い者への請求の拒絶は認められない。もっともボーマノアールによればそのような行為は決して名誉あるものではなかったとする。
決闘裁判は次のような手順で行われる。たとえばある者の父親を殺したとされて告訴されている被疑者が無実を訴えて決闘をしようというとき、被疑者は無実であると宣言して片方の手袋を外して地面に叩きつける。この行為は身をもって証を立てるという意味がある。告訴した相手はそれを拾い上げる。この行為は命には命で白黒を着けるという意思の表れである。つづいて被疑者は右手を聖書に置き、左手で相手の右手を握り「聞け、我手を取りし汝、洗礼名○○○なる者よ。我洗礼名×××は△△△なる汝の父を殺害せしにあらず。またいかなる意味にてもこの罪に値せず。神よ聖者よ。ここに我、汝に対し我が身体を以て身の証を立つる者なり」と宣言する。相手も同様に宣言を行うと決闘日と武器が指定される。
決闘の武器は初期の頃は1メートル強の長さの棒が使用されることが多かったが、後に身分ある者の間では槍、さらに後には剣が使用されるようになる。決闘は特別に定められた場所で行われ、そこには黒布で覆われた2つの椅子、審判者たちの座席、被告が敗北した時に処刑するための絞首台が設置されている。決闘する両名は席についてまず宣誓をし、告訴側は南、被告側は北から決闘場へ入場する。決闘の結果、被告が戦闘不能な状態にまで打ち負かされた時にはただちに絞首刑が執行される。被告が決闘で死亡した場合は被告は血を以て潔白を贖ったとされる。逆に原告側が決闘に敗れて死んだ時、あるいは夕方星が出るまでに決着がつかなかった時は被告は告訴を免れる。原告側が降参した場合には告訴の権利は失われ、また不名誉を後々まで残すことになる。
原則として被告と告訴した者当人同士で闘うが、女性、病人、60歳以上の者は免除され、後には聖職者も免除対象となった。また次第に代理が立てられることが増え、決闘は代理戦士同士で行われるようになった。代理戦士は危険な仕事で決闘に負けると右手を切り落とされる。法的に証人に当たるからだが、依頼者のために精一杯働くようにする意味もある。代理戦士が戦っている間、原告と被告は決闘が見えない場所で首に縄をかけられた状態で待機し、負けた代理戦士を立てた側はただちに絞首刑に処されることになる。
イングランドには最初期には決闘はなかったと見られるが、ノルマン人による征服後にウィリアム1世によってもたらされた。イングランドにおいては次のように運用されていた。犯罪を犯した者が明らかであるにもかかわらず、証拠が十分でないために相手が無罪になったとき、あるいはなると考えられるときに、被害者が決闘を申し込んだ。主に、証拠のない殺人など重犯罪について決闘が行われた。土地の所有権などの争いにも利用することができた。これを決闘裁判と呼ぶ。訴追する者が決闘によれない（重傷者・老人・女性）場合は神判となり、失敗は死か四肢切断を意味した。決闘の場合、決闘責任者は裁判官であった。重犯罪の共犯者が自白し告発人となった場合、自白し告発した共犯者を相手にその嫌疑を決闘で証明することに成功すれば、彼は死を免れ公民権を失い退国宣誓をすることにより命をつなぐ事が出来た。
1385年、フランスで合法的な手続きに基づく最後の決闘が行われた。ジャン・ド・カルージュが、ジャック・ル・グリが覆面をして自分の妻に乱暴をはたらいたとして決闘による裁判を申し込んだ。ル・グリは無実であると主張したが決闘を受け入れた。決闘の結果、ル・グリは敗者となって死に、カルージュの主張が認められた。これ以降、パリにおいては決闘裁判は行われなかった。
イングランドでは、15世紀末の1492年に正式な裁判手続きに基づく最後の決闘裁判が実施された。同じ世紀の中ごろにも非常に珍しい決闘裁判が行われたという記述があることから、15世紀の頃には裁判手続きとしての決闘裁判はほとんど行われなくなっていたことがわかる。ただし決闘裁判は制度としては廃止されずに19世紀までは存在し、1818年までは正式な裁判方法の1つであった。この年、若い女性を殺害したとして殺人罪で告訴された者が、公訴による裁判で無罪を獲得したにもかかわらず、被害者側からさらに刑事私訴されたことに対し、決闘方式による裁判方法を請求し、約300年ぶりに決闘裁判が行われることになった。しかしこの請求は被害者側の遺族が受諾しなかったために成立しなかった。翌1819年にもやはり類似した事件で決闘裁判が請求されるにいたり、議会は決闘裁判を廃止する「殺人私訴法」を制定した。

### 私闘としての決闘

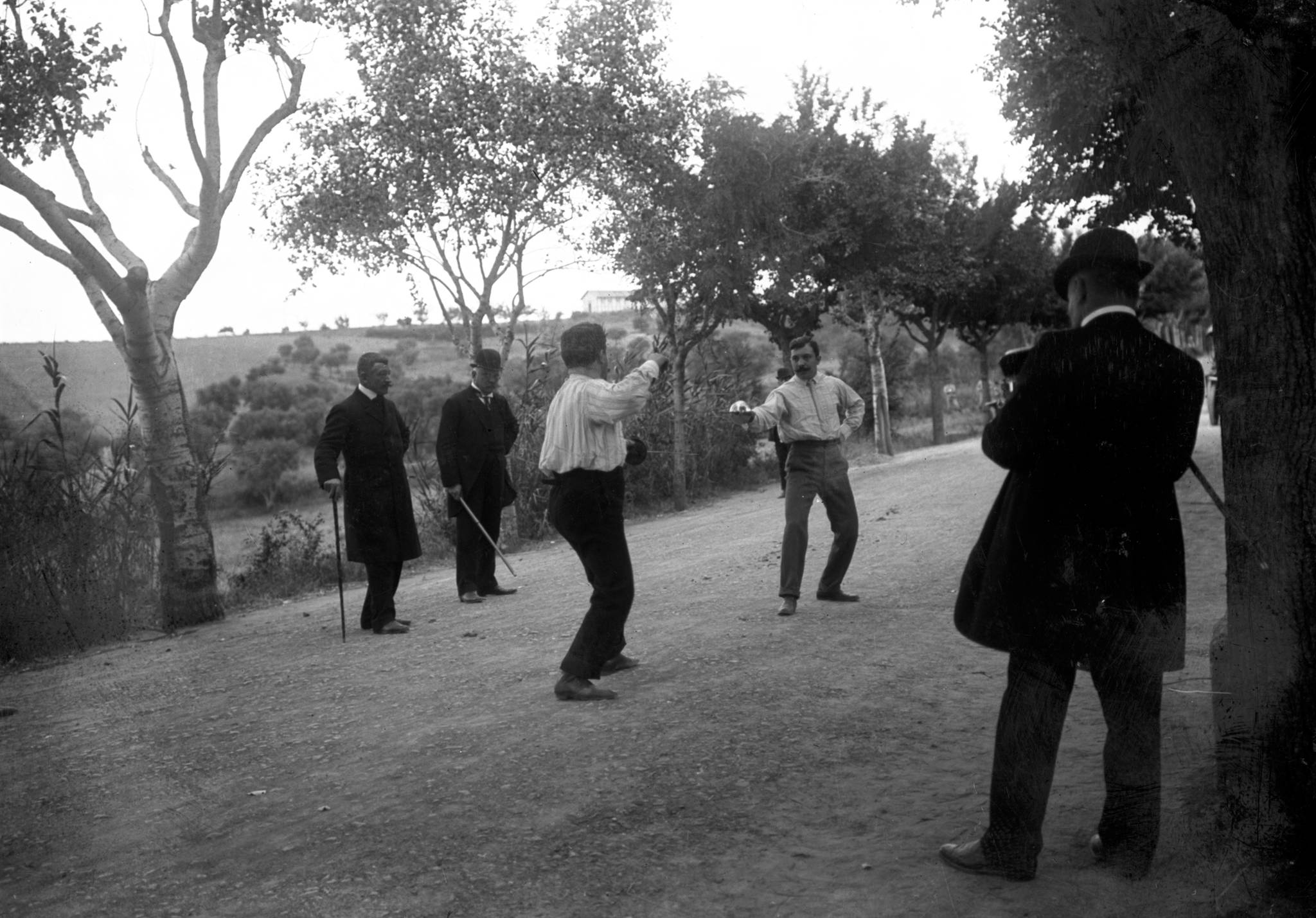
1908年7月14日に行われたアフォンソ・コスタ（後のポルトガル首相）と初代ペーニャ・ガルシア伯ホセ・カペロ・フランコ・フラザンの決闘

ヴァイキング時代の北欧社会には国家的権力（公的強制力）がなく、サガにも決闘に関する記録が多く残されている。ノルウェーで他者の財産を求めて決闘を行うことが禁止されたのは、11世紀の初め頃である。アイスランドにおいても決闘はアルシングで認められた制度であり、同じく11世紀初頭に禁止された。
このように、正式な制度としての決闘裁判は15世紀までに廃れたが、15世紀末頃からフランスで個人間の私闘である「名誉のための決闘」が生まれるようになり、16世紀以降にはこうした決闘が厳格な規則を基にして発達していく。1610年に書かれたジョン・セルデンの『決闘あるいは一対一の闘い』には「公言された嘘、咎められた名誉、肉体に与えられた理不尽な打撃、不当に扱われた騎士道精神にたいし、義侠の行為をもって真実、名誉、自由を守るために、判決の試合場ではなく、一対一の個人的な争いにより相手の肉体にその悪の報いを与える習慣は、フランス人、イギリス人、ブルゴーニュ人、イタリア人、ゲルマン人、及び北方諸族の間に広がっていった」とある。
名誉のための決闘は特に上流階級の間で盛んに行われた。農民や商人が決闘をやることはほとんどなく、身分が異なる者の間で行われることもほぼない。紳士が紳士のルールに則って行うのが決闘である。自身の名誉が傷つけられた場合だけではなく、自分の愛する女性の名誉が傷つけられた場合も相手に決闘を挑むのは当然と考えられた。
ヨーロッパ各国の王はたびたび決闘禁止令を出したが決闘が絶えることはなかった。たとえばフランス王アンリ4世は決闘を禁じる勅令をいくつか出しているが、ほぼ効果がなく、王の在位中の16世紀末から17世紀初頭の20年にかけて決闘による犠牲者数は4000人を下らなかったという。ルイ13世時代の1627年にはブートヴィル伯フランシス・ド・モンモランシーが決闘を行ったことで処刑されているが、この件に貴族からも市民からも怒りが巻き起こり、それはアンシャンレジームを崩壊させかけるほどの勢いを示した。決闘は上流階級の文化であり、一般市民にとってはほぼ無縁の世界の話だが、上流階級が見せる「見世物」「フェアな闘い」として市民からも広く愛されていた。決闘者が重罪に処されるのは極めて稀だった。裁判官は決闘に極めて寛大であり、そもそも裁判官たち自身が決闘に及ぶことも多かった。裁判官たちも紳士に属する階級だからである。
イングランドではピューリタン（清教徒）が決闘を反ピューリタン的行為として嫌う傾向があった。そのためピューリタン革命後の共和政時代にはオリバー・クロムウェルによって決闘は厳しく規制された。しかし1660年の王政復古後に決闘は再び盛り返した。チャールズ2世が亡命先だったフランスの思想や習慣を盛んにイングランドに持ち込んだことがこれに拍車をかけた。
決闘の武器は18世紀末に至るまで長らく剣が使用され、中世期には鎧や鎖帷子を付けての決闘だったから両手で扱う重い剣が好まれたが、次第に片手で扱える軽い剣の方が機先を制するのに有利とされるようになり、16世紀後半になるとレイピアという細身の長剣での決闘が主流になり、装束も身軽に動ける物に変わっていく。フェンシングの技術が習得されるようになると技のスピードの競い合いになり、具足や受け止めるための左手の短剣も次第に使用されなくなる。17世紀末頃には長さ約30インチのフランベルジュという剣が決闘で主流の武器となった。

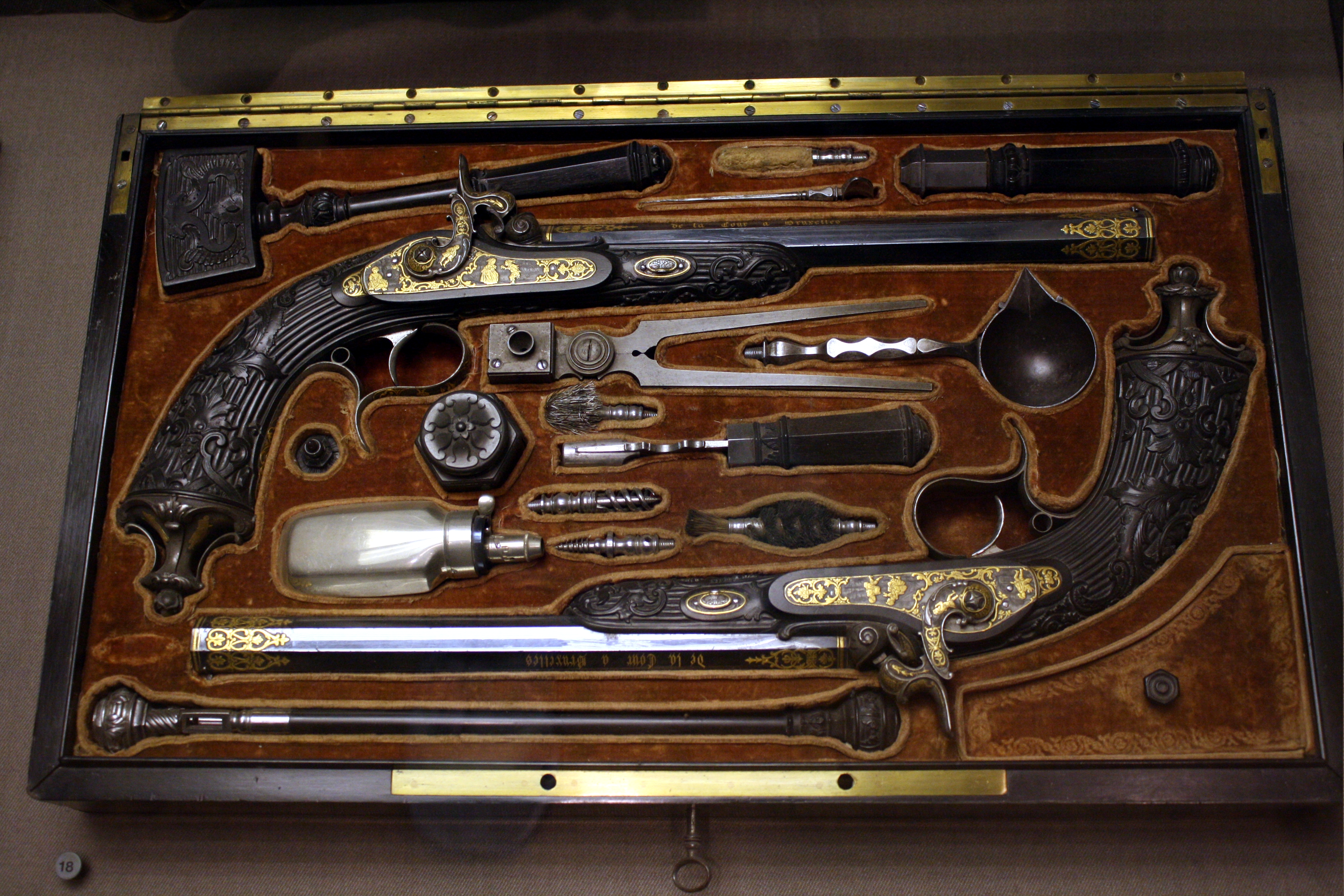
決闘用ピストル

ピストルが剣に代わる決闘の武器として使用されるようになったのは18世紀中頃からで特にイギリスやアイルランドでピストルによる決闘が流行った。イギリスでは大陸諸国のようにフェンシングが若い頃からの一般的な習慣にならなかったので、剣ほどには技術による差が出にくいピストル決闘が流行したものと考えられる。19世紀に入った頃には剣術が廃れたのでフランスでもピストル決闘が主流になってくる。決闘用の銃にはライフル型のものもあったといわれるが、あまり広まってはいない。12歩から15歩ぐらいの間隔で行われることが多い決闘では必ずしも有用な武器ではなかったし、一般に決闘は相手を致命的に倒すことを目的としていないので、ピストルで十分だったのだと思われる。ピストルによる決闘は剣よりも静寂の神秘性が伴い、ライフリングの刻まれた拳銃ではなく旧式の見事な装飾が施された拳銃が用いられるのが一般的だった。1815年に登場したリボルバー以降の連発拳銃も19世紀後半のアメリカでは好まれたが、ヨーロッパの決闘ではあまり使用されなかった。
剣による決闘の時代は剣の達人や若くて元気な方が勝つのが目に見えていたため、高齢者や剣術の練習をあまりしていない人は多少の侮辱には耐えねばならない面があったが、ピストル（特にライフリングが施されていない物）は命中率が低く、体力もほとんど必要とならないので、ピストル時代には高齢者も容易に決闘が行えるようになり、決闘者の平均年齢は大きく上がったと言われる。
近代の決闘は死に至ることは少なかった。1836年にイギリスで出版された「旅人」（A TRAVELLER）著『決闘の技術（ART OF DUELLING）』によれば「決闘で生命を危険にさらすことは事実である。しかし危険率は大方が考えているよりははるかに少ない。人が死ぬ割合は約14分の1であり、弾丸が当たる率は約6分の1である」という。
決闘は19世紀半ばまで盛んに行われたが、19世紀後半になると徐々に廃れていく。この頃から決闘の法規制が強まったことがあるが、決闘の主役たる貴族や特権階級が没落しはじめたことも大きかった。しかし19世紀後半にも決闘は依然として行われていた。イギリスの『タイムズ』紙は1831年から1895年8月までに805の決闘を報道している。19世紀前半に多いものの、1890年にも28回もの決闘が報道された。
1914年から1918年にかけての第一次世界大戦はそれ以前の戦争など比較にならない規模の大量殺戮戦となり、ヨーロッパ各国は決闘文化に浸っている余裕など無くなった。同大戦後次の大戦までの戦間期にも決闘は伝統主義者たちによって維持されたが、決闘文化の衰退は止まらなかった。新聞紙上でも戦前は溢れんばかりに決闘の報道が行われていたのに戦後は死者が出たり、よほど特殊な決闘でない限りほとんど報道されなくなっている。
ただ決闘文化が完全に消え去ったわけではなく、フランスでは第二次世界大戦後の1958年に舞踏家セルジュ・リファールとクエバス侯爵の決闘がマスコミのカメラに囲まれる中で行われている。
また、1967年にフランスの政治家レネ・リビエルが侮辱された報復として、当時のマルセイユ市長であるガストン・ドフェールに決闘を申し込んだ。後世に残すため、この決闘は映像に収められた。勝負の結末は、リビエルが2度負傷した後、双方が戦いを終えることで合意した。

### 軍人の決闘
軍人の決闘については別に定めのある国もあった。プロイセンでは、軍人の決闘があまりに多かったため、1843年に名誉裁判所が設置された。これは軍人同士の安易な決闘を防ぐための機関でもあったが、名誉裁判所そのものが決闘を命じた例もある。当時のプロイセンでは決闘は非合法であったが、名誉裁判所が認めたり命じたりした軍人の決闘は別扱いされ、合法とされていた。この制度は1918年、プロイセン王国がなくなるまで存在した。

### 政治家の決闘
オットー・フォン・ビスマルクは、ドイツ国会が軍事予算問題で紛糾したとき、反対派のルドルフ・ルートヴィヒ・カール・フィルヒョウに決闘を申し込んだ。そのときフィルヒョウが提示した決闘の方法は、加熱済みソーセージと、見た目が同じで旋毛虫が注入された未加熱のソーセージとを用意して、めいめいに選んだ方を食べるという方法だった。フィルヒョウは旋毛虫を食べた場合にどれほど無残に死ぬかをビスマルクに説明した。ビスマルクは決闘の申し出を撤回した。

### 大学生の決闘
決闘が流行した時代の大学生はエリート階級であり、紳士予備軍だった。学問より紳士教育を受けるために大学に入るのが普通だった。大学生が紳士の文化である決闘に染まっていくのは自然なことだったと考えられる。詩人のサミュエル・テイラー・コールリッジはケンブリッジ大学の学生だった1790年に兄に宛てて書いた手紙の中で「ペンブルック・カレッジの学生二人が口論になり、ニュー・マーケットで決闘におよびました。挑戦者の方が死にました。（略）しかし、大学内では決闘した学生は今ではスター的存在になっています」と書いている。
ドイツ、オーストリア、スイス、およびラトビアやフランドル地方の一部ではメンズーア（Mensur）という学生文化が存在する。これは15世紀の終りにスペインでレイピアによる決闘が慣例化したのをドイツの学生達が導入し、当初は通りで学生同士が決闘に到り死者を出すことも珍しくなかった。17世紀頃には審判と医師の立会いによる正式なものへと発展し、スポーツと決闘のいずれでもない特有の文化として定着した。これは底意のない形式的な侮辱により開始され、対戦相手のいずれかが血を見ることによりほぼ円満に終結するといったものであり、在学中に十数回ほど対戦することも珍しくなく、ドイツの伝統的な学士会 (Studentenverbindung) のなかには、メンズーアの対戦経験があることを加盟条件に課すものもある。

### 競技としての決闘

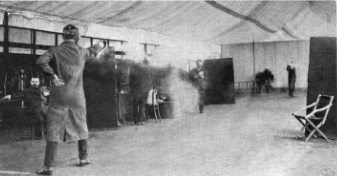
1908年ロンドンオリンピックの決闘競技

1908年ロンドンオリンピックでは蝋で出来た弾丸を使用する決闘が非公式競技として行われた。

## ヨーロッパ以外の決闘
アメリカはピューリタンの国であり、反ピューリタン的行為とされていた決闘が生まれる下地は本来なかったが、独立後にニュー・イングランドに住む商業成金がエリート主義からヨーロッパ貴族文化に強い関心を示し、息子たちをヨーロッパに留学させたりしたことでヨーロッパの決闘文化が輸入されるようになった。ただ決闘の精神まで輸入されたとは言い難く、名誉回復よりも個人的復讐や野心が前面に出ていることが多かったといい、19世紀の歴史家A・スタインメッツは「ヤンキーたちによって採用されたアメリカの決闘はまるで滅茶苦茶であり、フェアではない。厳密に名誉を重視し、紳士の精神に基づくイギリス人の決闘とはきわめて対照的である」と述べている。西部開拓時代には西部劇に見られるようなアウトローの決闘があった。とりわけ1849年から10年間、ゴールドラッシュによって荒くれ者が集まったカルフォルニア州は決闘の中心地になった。しかし西部の決闘はヨーロッパにおける決闘のように格式に則ることは少なかった。当事者双方の同意はあることが多かったが、理由は名誉回復などより金鉱の権利争い、酒場の女争い、ギャンブルをめぐる争いなどが多く、単に退屈だからという理由で行われることもあった。介添人を出すといった決闘の作法も遵守されず、ヨーロッパにおいては決闘とは見なされない性質の物が多かった。南北戦争後には法的規制が厳しくなってきて西部においても決闘は下火になっていく。
日本では、戦国時代から江戸時代にかけて武士の間で行われた果たし合いが決闘に該当するが、後年には侠客や博徒の間で流行していた。しかし1889年（明治22年）12月30日に「決闘罪ニ関スル件」（法律第34号）が制定されて刑法に規定される「傷害の罪」の特別罪として決闘罪が設けられた。1888年（明治21年）に起きた犬養毅（当時新聞記者）に対する決闘申込事件を契機に制定されたもので、決闘を申し込むこと、決闘に応じること、決闘すること、他人の決闘の立会人になったり、決闘場所を貸与・供用することなどを広く処罰対象にしている。決闘によって人を殺傷した場合は、刑法の各本条と比較して重いほうで処罰される。判例は「決闘」について「当事者間の合意により相互に身体又は生命を害すべき暴行をもって争闘する行為」と定義している。適用例は少ないが、暴走族間の抗争等で同法が適用された判例があり、近年にも2019年に東京都の高校生2名がSNSで「タイマン」を示し合わせたうえで殴り合いを行った事件について警視庁は「決闘罪ニ関スル件」違反容疑で両名を逮捕している。
決闘は19世紀後半以降は大半の国で禁止されているが、稀有な事例としてウルグアイは1920年8月6日に制定された第7253番法の38条と200条から205条において一定の条件下において決闘を認めている。3人のメンバーからなる名誉裁判所が決闘に値するほどの侮辱があったかどうかの判断を下し、その判決次第で決闘が認められる。ウルグアイで特に反響を呼んだ決闘は1960年代末に行われた当時商工相だったフリオ・マリア・サンギネッティ（後のウルグアイ大統領）と政治家フロール・モラの決闘である。サンギネッティが敗れて腕を二度負傷して闘いを放棄している。決闘を禁止しようという動きもあるが、1999年時においては手続きを踏んだ決闘は合法である。

## 規則
決闘には厳格なルールが存在し、各国によって異なる。18世紀以前にも一定のルールはあったが、厳格化したのは19世紀に各国でそれぞれ集成されてきてからだった。決闘の歴史が長く、細かい調整を重ねてきたフランスの決闘作法が最も詳細に及び、ヨーロッパ諸国ではこれが模範とされてきた。
1836年にフランスでシャトーヴィヤールの名で発表された『決闘章典』が特に有名で決闘に関する84条の規則を定めている。それには次のような規則が定められている。
- 議論の中で失礼な発言を受けた者が被害者である。殴打が行われた場合は当然殴られた方が被害者である。殴打されたことに対して被害者が殴り返していたとしても被害者の地位は失われない[53]。しかるべき理由もないのに果たし状を送った者は加害者となる。介添人は両者を対決させる前に相手に十分な理由を示すよう主張しておくべきである[54]。相手との年齢差が大きすぎる場合、息子は父の代わりになりうる。ただし父が加害者である場合は代わることはできない[54]。
- 被害者が武器を選ぶ権利を持つ。人格に関わる侮辱を加えられた被害者は武器に加え時間や場所も指定できる。暴力を伴う侮辱を受けた者は決闘における距離も指定できる[54]。
- 許される武器は剣（フェンシングの突く剣）、サーベル、ピストルのいずれかである。ただしサーベルは加害者からも拒否できる[55]。
- 決闘を約定したなら互いの名前と住所を聞き合い、その後介添人を決め、その名前と住所も知らせ合うべきである[55]。
- 挑戦は集団で行うべきではない。集団名で送り付けられた果たし状は拒否していいし、挑戦された側が一人の敵対者を選ぶこともできる[56]。
- ピストルまたはサーベルを用いた決闘をする場合は2人の介添人を立てねばならないが、剣であれば一人でよい[56]。
- 決闘を行うか否かを決め、当事者に意見を述べるのは介添人の役割である。介添人は決闘を避けうるあらゆる可能性を当事者と一緒に検討し、もう一度介添人だけで会って事態を平穏に解決できるよう尽力する。それに失敗したなら武器、時間、場所、距離、戦い方などを決め、決闘で起こりうるあらゆる不測の事態に対応できるよう準備を整えなければならない。介添人は証人ではないので各介添人が一人の証人を立てるべきである。介添人も証人も決闘の主役にはなれない[57]。
- 決闘者が病弱や老衰のために剣を扱えない場合、その介添人は相手方がそれを失礼だと見なさない限りにおいて剣での戦いを断ることができる。また決闘者の片目が不自由な場合、その介添人は相手方の承諾を得てピストルの戦いを断ることができる。決闘者が片腕片足である場合、その介添人は剣またはサーベルによる決闘を拒否できる。若者の介添人は暴力を振るわれたのでない限り、60歳を超える老人と彼を戦わすべきではない。もし戦うなら挑戦は書面で受け取っておくべきである。決闘においてフェアでない行為があった時には介添人はその状況を文書に残し、しかるべき裁きの場に提出する義務を有す。定められたルールが侵害されたときは介添人はその瞬間に決闘者を引き離す義務を有す[58]。

- 剣での決闘の場合

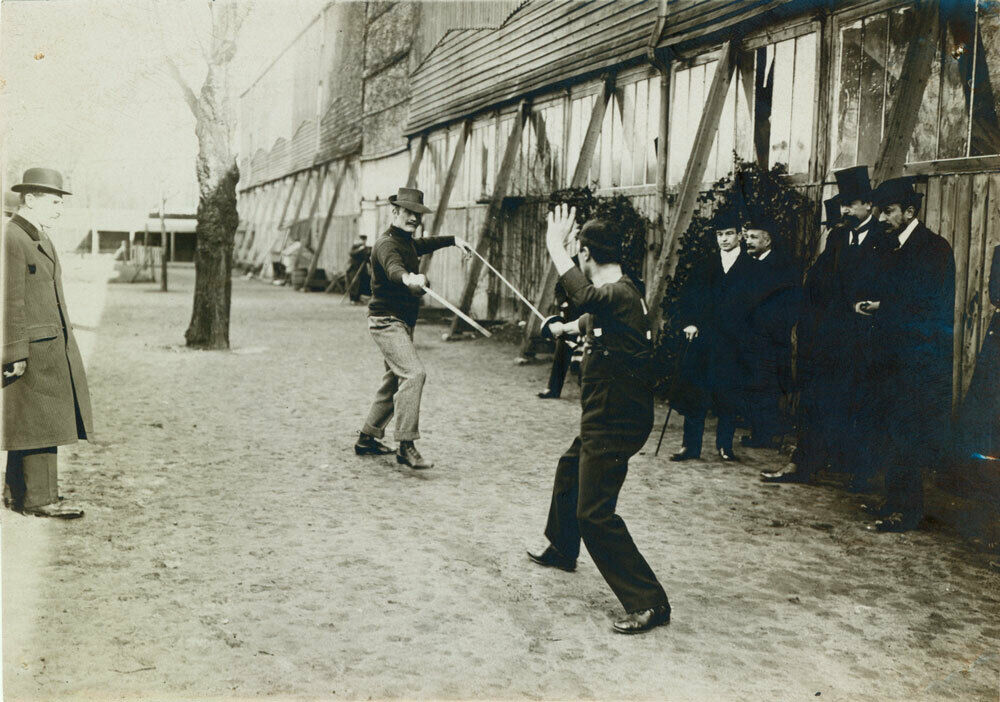
剣での決闘

  - 双方の剣は同じ長さでなければならない。どのような場合もあまりに尖った切っ先や切り込みのある剣は許されない。決闘者はコートを脱いで胸を見せて、攻撃を防ぐ手段は何ら備えていないことを示すことが求められよう。決闘者が所定の位置に付いたら介添人は取りきめた約束を両者に説明し、知らなかったという言い訳を許さないようにする。これが済んだら「開始（フランス語であれば「アレ」）」の合図とともに決闘を開始する。合図以前に両者が剣を交え始めたら合図は不要だが、合図前に仕掛けた方は非難に値しよう。剣の対決では対決者が身をのばしたり、かがんだり、右か左かに飛んだり、相手と位置が入れ替わったりすることは許される[59]。決闘者の一人が負傷したと叫ぶか、介添人が負傷を認めた時は決闘は中止されるべきだが、負傷者の同意があるなら決闘再開してもよい[60]。負傷者が介添人の中止命令を聞かずに尚も相手に突きかかる場合、闘い続ける意思があると見なされるが、極力止めさせるか咎めるべきである。またこういう状況下で負傷していない方が介添人の命令を無視して負傷者に突きかかったなら、これはただちに阻止されるべきであり、ルール違反と見なされる[60]。介添人の一人が剣か杖を振り上げた時は中止の合図と見做すことができるので、もう一人の介添人も「止め」と叫び、両者は守りを固めながらも一歩退かねばならない[60]。
- サーベルでの決闘の場合
  - サーベルの決闘は介添人が注意して短い物を使わせる。短い物の方が致命的結果になる可能性が少ない。軍人の場合は軍隊用サーベルが選ばれるが、長さは等しく鍔の仕立ても同じようでなければならない。剣でのルールと同じルールが守られねばならない。両者は剣先を互いに一歩の距離だけ離して向き合って構える。サーベル決闘は一般に手袋をつけて行う。「はじめ」の号令で互いに進み、突いても斬ってもいいし跳躍しようが突進しようが後退しようが自由である[61]。サーベル決闘は血が一滴でも流れたらそこで終了とする[62]。相手が武器から手を放している時に斬りかかったり、相手の腕や身体、武器を手で掴んだりするのは反則である。自分のサーベルを落としたなら、これを取り上げられる。突きが許されないサーベル決闘の場合は剣先がとがっていないサーベルが選ばれよう。この場合は突いて相手を殺害した時は規則違反となり殺人と見做される[63]。

- ピストルでの決闘の場合

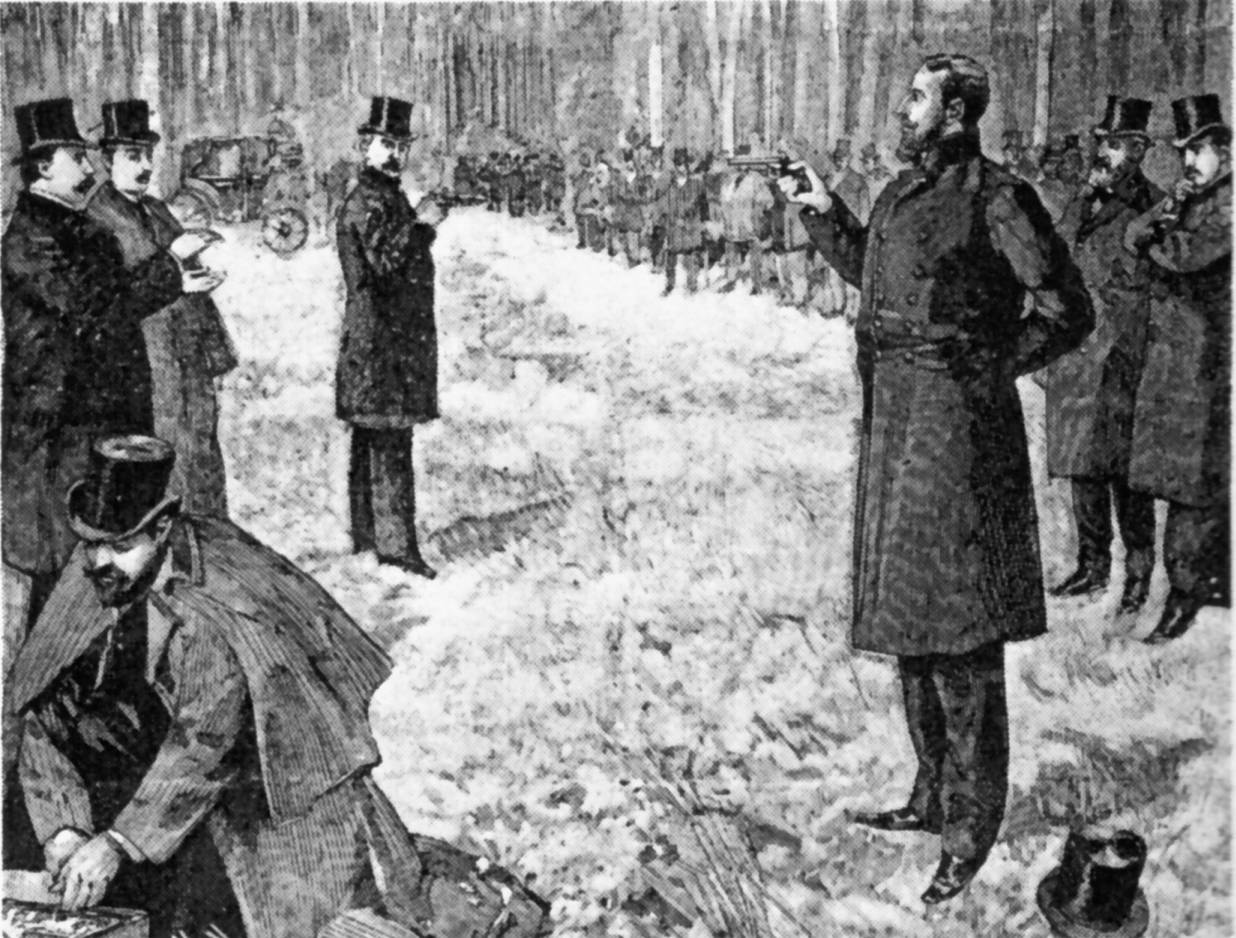
1892年12月21日のポール・デルレードとジョルジュ・クレマンソーによるピストルでの決闘を描いた絵画

  - ピストルによる決闘では、最短距離は15歩とすべきである。銃身の長さの差は10ライン（1ライン＝12分の1インチ）を超えてはならない。銃身はライフル式でない物が望ましく、ピストルの細部のつくりも同じような物が用いられるべきである。一対の同じ銃が望ましい[64]。介添人は相手側の立ち合いのもとに慎重にピストルに弾込めする[65]。決闘者は介添人の誘導で位置に就く。35歩の距離なら挑戦を受けた側が最初に発砲できる。15歩の距離の時はどちらが先に撃つかは籤で決める[65]。介添人は立ち会う両者が防御具を着用していないか確かめる権利を持つ[65]。双方の介添人は並び立ち、まず「用意」の号令をかけ、ついで「撃て」の号令をかけて決闘を開始させる[65]。一方が負傷しても負傷者は相手に向かって撃つことができる。ただし、この場合は2分を超えてはならない[65]。両者がともに撃ち損じたら前と同じようにピストルを詰めかえる[66]。
- ピストルでの「直進決闘」（デュエル・ア・ヴォロンテ）の場合
  - ピストルでの「直進決闘」では介添人は35歩から40歩の距離を設定し、その中間に15歩から20歩の二本の線を引いておく。決闘者双方はそれぞれ10歩ずつ進むことができる[66]。介添人の「進め」の号令で決闘者はピストルを下げたまま直進する。途中で撃ってもいいし撃たなくてもいいが、杖かハンカチの印がある境界線まで進んだなら、そこで止まって撃たねばならない[66]。撃った者はその場に立ち止まり、そこから動かずに相手が撃つのを待たねばならない。相手はその場で撃ってもいいし、一分以内なら進んで撃ってもかまわない[66]。撃たれて負傷した者はその場から一分以内の射撃が許される。地面に倒れたなら息をつくのに二分間認められる。負傷者が続けたいと言っても介添人が試合続行能力を認めない限りそこで終わりとする[67]。
- ピストルでの「行進決闘」（デュエル・ア・マルシ・アンテロンプル）
  - ピストルでの「行進決闘」は45歩から50歩の距離を設定し、その中間に15歩から20歩の二本の線を引いておく。決闘者は外側の各地点から15歩ずつ前に進むことができる。「進め」の合図で決闘者は一歩ずつジグザグに前へ進み、いつ狙って撃ってもいい。撃った者はその場に立ち止まり、そこから動かずに相手が撃つのを待たねばならない。撃つ方に許された時間は30秒でその時間を過ぎると介添人に拳銃を取り上げられる[68]。
- ピストルでの「平行線決闘」（デュエル・ア・リーニュ・パラレル）
  - 15歩離れた距離に長さ25歩から35歩の平行線が引かれる。対決する2人は互いに向き合って二本の線の端に立つ。「進め」の号令で互いに同じぐらいの速さで自分の立った線に沿って進み、相手との距離は常に15歩を保つ。撃ったらその場に止まらねばならない。狙っただけなら再び進んでもよい[69]。
- ピストルでの「合図決闘」（デュエル・オー・シグナル）
  - 籤で決めた介添人が3秒おきに3度、合計9秒で手を打つ合図、あるいは2秒おきに3度、合計6秒で手を打つ合図によって行われる。第一の合図で銃を上げる。第二の合図で狙いを付ける。第三の合図で同時に発砲する[69]。第三の合図の前、あるいは合図より30秒以上遅れて発砲したらその者は恥知らずであり、それにより相手が死んだ場合には殺人と見做される[70]。合図より前に撃った者の弾が当たらなかった時はもう一方は存分に時間をかけてゆっくり狙い撃つ権利を獲得する[70]。一方が合図通りに撃ったのにもう片方が撃たずにグズグズしている場合は介添人はいかなる危険を冒してもこの者に走り寄って武器を取り上げる義務がある。この場合規則を守った方は別の機会の他の形式の決闘を主張する権利を有する[70]。

イギリスではヨーク＝オールバニ公爵フレデリックに捧げられ、1824年に公刊された『イギリス決闘法典』がある。逐条的な規則というより決闘の場でいかに紳士としての道を守るべきかを説いた道徳論に近い。
アメリカでは1838年にサウスカロライナ州元知事ジョン・ライド・ウィルソンが書いた『名誉の法、あるいは決闘において立会人と介添人の遵守すべき規則』という56条からなる決闘ルールが出版されている。挑戦を受けた者はどうすべきか、相談を受けた介添人はどうすべきか、決闘の場における立会人と介添人の義務、決闘の場に臨むことができる者、武器とその扱いの仔細、負傷の程度とその扱いなどを章ごとにまとめている。
特に決闘ルールのようなものが公刊されなかった国でもフランスの決闘ルールは広く知られていたので、双方の介添人がそれを参考にして取り決めたのである。

### 特殊な決闘
決闘は剣かピストルを武器とし、双方が介添人を用意し、朝日・日中の野原で行われることが多かったが、当事者の合意次第なのでこれ以外の特殊な形を取る場合もありえる。特殊な決闘は書面で合意を交わしておくことが求められた。
特殊な決闘で比較的多くみられるのは武器を使わず素手で闘うものである（一般には決闘と見做されないが）。トルコやコルシカでは頭突きによる勝負が流行した。武器の使用や殴る蹴るは禁止されていたが、相手が頭突き倒された後は止めを刺すために短剣を使用することが認められていた。
騎士道精神の残るヨーロッパでは騎馬での決闘も多かった。特にアイルランドで多く見られ、騎馬決闘用のルールもあり、一般的なルールとしては8メートルばかり離れた線の上をギャロップで走らせ、馬上から撃ちあい、線の先端まで行っても勝負が決まらぬ場合には再び元の位置に戻るため馬を走らせるが、その間にも撃ちあい、全弾撃ち尽くしても勝負が決まらなければ弾丸の補給を受けて続けるか、剣で闘うかして決着をつけた。
自転車に乗りながらの決闘、熱気球上での撃ちあいなど変わった決闘もあった。この熱気球の決闘の事例では一方の気球が撃ち抜かれて落下しており、一緒に乗っていた立会人まで命を落としている。
1810年には二人の男が包丁を持って樽の中に入り、樽を川に投げさせる前代未聞の決闘を行ったが、二人とも死亡した。
王政復古時代のフランスでは剣の腕が違いすぎるという理由から条件を対等にするため通りかかった馬車を呼び止めて、その狭い車内で互いに短剣で決闘したという異様な事例もある。立会人は馭者台に乗って合図をかけたが、広場を二周した辺りで車内は静かになり、様子を見ると二人とも瀕死の状態になっていたという。

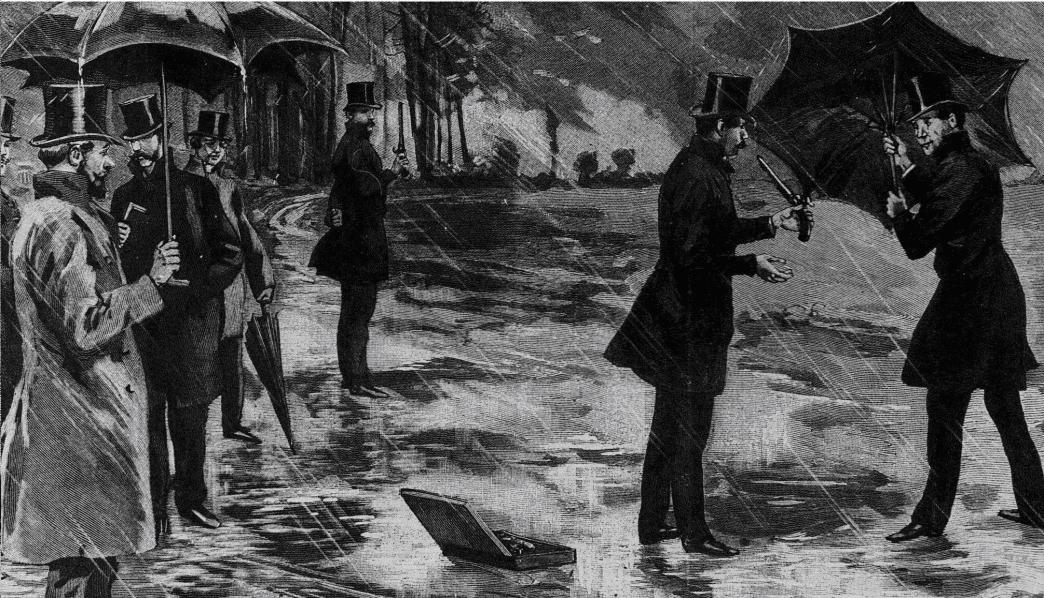
1830年9月20日の作家サント＝ブーヴと傘を持つ編集者デュボアの決闘を描いた絵画

1830年9月20日の作家シャルル＝オーギュスタン・サント＝ブーヴと編集者デュボアの雨の中での決闘ではデュボアが「殺されるのは構わないが、風邪だけはひきたくないので」といって傘を持って立ったことで話題になった。
女性が決闘の原因になることは多いが、女性が決闘を行う事例は少ない。しかしこうした稀有な事例は世の関心を引くため記録としては残っている。最も早い記録は1650年にフランス・ボルドーで姉が妹の夫への侮辱したことを巡って姉妹が決闘になった事例がある。
男性と決闘して勝利した女性もある。サン・ベルモント伯爵夫人の事件がそれである。彼女の夫が国王に投獄されてしまったので、その間彼女がその領地を預かって守っていたが、ある騎兵将校が領地に入ってきて勝手に居座り始めた。伯爵夫人はそれを咎めて出ていくよう彼に手紙を送ったが、相手はそれを無視して居座り続けたため、ついに男性名で決闘を申し込み、男装して決闘場所に赴き、相手と剣を交えた末、相手の剣を撃ち落とした。彼女は「剣は返してあげるが、以後は女性に対してもっと尊敬の念を持つよう」相手を諭したといい、この事件は勇敢な女性の美談として話題になった。
フェンシングの手ほどきを受けていたオペラ歌手モーパン嬢の武勇伝は語り継がれて広く知られている。彼女は決闘で数人の男性を殺害したと言われ、彼女の生涯はテオフィル・ゴーティエによって小説化されている。
19世紀末には女性解放運動の広がりで自分たちの権利の擁護を男性に委ねず、自分で解決すべきだという声が上がるようになり、それが女性の決闘にも影響があったようである。この時期の有名な女性の決闘としては、1892年8月にリヒテンシュタインファドゥーツで音楽劇場展示委員会の名誉会長メッテルニヒ公爵夫人と同委員会委員キルマンセク伯爵夫人が展示物の配置を巡る口論から起きた決闘がある。2人は諸肌脱ぎになって剣を振るったが、結局公爵夫人が鼻にかすり傷を受け、伯爵夫人が上膊を斬りつけられたところで引き分けに終わったという。ただ19世紀後半はすでに決闘自体が下火になっていた時期だった。20世紀になると女性解放運動がさらに勢いを増していくが、女性の決闘が広がった様子は見られない。

## 伝説
1371年、モンディディエ領主オーブリ・ド・モンディディエが殺されたが、犯人が分からなかった。このとき、モンディディエの飼い犬ヴェルボーがリシャール・マケールに対して非常に強く吠えつづけた。国王シャルル5世は、犬が殺人を目撃したが自らそれを証明できないために決闘を申し込んだと判断、犬とマケールに対し決闘を命じた。マケールは棍棒で、犬は避難用の樽が与えられ、王の御前で決闘裁判が行われた。結果、犬がマケールに噛み付いて勝ち、マケールは罪を認めて死罪となった。
この故事は非常に有名であるが、恐らく伝説であり、実際に行われたという確証が得られていない。

## 有名な決闘
| 30人の戦い | 30人の戦い                                                     |
| --- | -------------------------------------------------------------- |
| 1351年3月26日 ブルターニュ公国プロエルメル |                                                                |
| 勝者 ジャン・ド・ボーマノアール 以下30名のフランス軍騎士・従騎士 | 敗者 ロバート・ベンバラ † 以下30名のイングランド軍騎士・従騎士 |
| ブルターニュ継承戦争中にジャン・ド・ボーマノアールらフランス側騎士30名とロバート・ベンバラらイングランド側騎士30名がプロエルメルで行った決闘。フランス側の勝利に終わるが、両陣営とも多くの死傷者を出した。この決闘は年代記者ジャン・フロワサールによって感動的に語り伝えられ、「双方の戦士たちは、まるでローランやオリヴィエのように勇敢だった」と称えられている。 |                                                                |
| ジャルナックの決闘 |                                                                |
| 1547年7月10日 フランス王国サン＝ジェルマン＝アン＝レー |                                                                |
| 勝者 ジャルナック男爵ギー・ド・シャボ | 敗者 シャテニュレ卿フランソワ・ド・ヴィヴォンヌ †              |
| シャテニュレ卿がジャルナック男爵の近親相姦をほのめかしたことについてジャルナック男爵は名誉棄損されたとしてフランス王フランソワ1世に訴え出た。国王の側近たちは決闘裁判を進言したが、国王は愛人の義理の息子にあたるジャルナック男爵の身を案じてそれを退け、ジャルナック男爵をなだめて場を収めた（シャテニュレ卿は当代随一の剣の達人と言われていた）。 しかしシャテニュレ卿の友人だったアンリ2世が国王に即位するとジャルナック男爵は決闘を命じられた。国王や貴族、市民が見物する中、2人の決闘が行われる。誰もがシャテニュレ卿の勝利を予想したが、剣術の師から不意打ちの仕方を習っていたジャルナック男爵は、何度か剣を合わせた後、シャテニュレ卿が突いて出たのを躱して相手の右足膝裏の腱を素早く突いて転ばせ、左足の腱も斬って戦闘不能にした。 ジャルナック男爵は国王に向かってこれで自分の名誉が晴らされたのではないかと問うたが、面白くない国王は何も答えなかった。敗北したことで怒ったシャテニュレ卿は罪を認めることを拒否し、傷に巻かれた包帯をはぎ取り、後に負傷が原因で死去した。この決闘で敵に予期せぬ打撃を与えることを指して「クー・ド・ジャルナック」という言葉が生まれた。 |                                                                |
| 巌流島の決闘 |                                                                |
| 1612年5月13日（慶長十七年四月十三日） 山口県下関市巌流島（船島） |                                                                |
| 勝者 宮本武蔵 | 敗者 佐々木小次郎 †                                            |
| 遅れて現れた宮本武蔵に佐々木小次郎が刀の鞘を投げ捨てて挑むも、武蔵は鞘を捨てたことについて「小次郎、敗れたり」と言い、櫓を削って作った木刀で彼を打ち殺したという『二天記』に基づく描写で有名な決闘。一方武蔵の養子宮本伊織が小倉に立てた『武蔵顕彰碑』には2人は同時に到着し、真剣を持った小次郎を武蔵が木刀で殺害したことが記されている。 決闘の理由は『二天記』によれば小次郎が小倉にいることを知って武蔵の側から決闘を申し込んだとあり、『沼田家記』によれば、二刀流の武蔵と巌流兵法の小次郎は共に豊前小倉藩細川家で剣術指南役をしていたが、双方の弟子が優劣を争ったために師匠同士が巌流島で決闘することになったとある。 『沼田家記』によれば武蔵は「一対一」の約束を無視して密かに弟子たちを島内に忍ばせており、仕合の後息を吹き返した小次郎を武蔵の弟子たちが一斉に打ちかかって殺害し、事情を知った小次郎の弟子たちは怒って武蔵を殺そうとしたが、武蔵は細川家家老で門司城主だった沼田延元に助けを求めて匿ってもらったことが記されている。『西遊雑記』によれば武蔵が弟子数人を引き連れて島に渡るのを見た漁民達が「岸龍」（小次郎）をとどめようとしたが「武士が約束を破るは恥辱」と言って島へ向かい、集団で一斉に襲いかかってきた武蔵と弟子たちにより殺害されたという。漁民たちは岩龍の義心を称え以来ここは「岩龍島」と呼ばれるようになったとされる。 「佐々木小次郎」の名ははっきりしたものではなく『小倉碑文』には「巌流」とあり、「小次良（郎）」の名は『武公伝』が初出で、佐々木姓は『本朝武芸小伝』から来ていると見られる。巌流島が決闘場所に選ばれたことについて吉村豊雄は小倉藩主細川家の領地か長府藩主毛利家の領地か曖昧な無人島であったから大名家による取り締まりの対象にならない地として選ばれたのではと推測する。現在島には武蔵と小次郎が決闘する像がある。 |                                                                |
| 高田馬場の決闘 |                                                                |
| 1694年3月6日午前11時頃（元禄七年二月十一日四ッ半） 東京都新宿区西早稲田三丁目（高田馬場） |                                                                |
| 勝者 中山安兵衛（後の堀部安兵衛） 菅野六郎左衛門 † | 敗者 村上庄左衛門 † 村上三郎右衛門 † 中津川祐見 †              |
| 赤穂四十七士の一人堀部安兵衛武庸が参加した決闘として著名。伊予西条藩士菅野六郎左衛門と同藩士村上庄左衛門は口論になって高田馬場での決闘を申し合わせた。 菅野は叔父甥の義を結んでいた中山安兵衛（後の堀部安兵衛）、村上は弟の村上三郎左衛門や中津川祐見をそれぞれ助っ人に付けて立ち会った。安兵衛が村上三郎右衛門と中津川祐見を斬り、菅野は村上庄左衛門から眉間を斬られたが村上の両手を切り落とし、安兵衛が村上に止めを刺した。戦いの後、安兵衛は深手を負った菅野の介抱にあたったが、菅野もまもなく息を引き取った。 この決闘で安兵衛は有名人になり、赤穂藩主浅野家の家臣堀部弥兵衛金丸から婿入りを懇望されて堀部安兵衛となり浅野家に仕えることになる。実際に安兵衛が斬ったのは3人か4人（村上の郎党の有無）だったが、後に脚色されて高田馬場18人斬りとして語り継がれた。 |                                                                |
| ハミルトン＝モーン決闘 |                                                                |
| 1712年11月15日 グレートブリテン王国ロンドンハイド・パーク |                                                                |
| 勝者 第4代ハミルトン公爵ジェイムズ・ハミルトン † | 敗者 第4代モーン男爵チャールズ・モーン †                       |
| ハミルトン公は当時議会で優勢を占めていたトーリー党の有力者であり、モーン卿はその対立政党ホイッグ党の有力者で政治的対立関係にあった。また第2代マクルズフィールド伯爵チャールズ・ジェラードの土地相続をめぐって利害対立関係にあった。当時トーリー党政権だったため不利な立場に立たされていたモーン卿が「紳士としての名誉を傷つけられた」としてハミルトン公に決闘を申し込み、ハミルトン公が応じたことで剣による決闘となった。勝負はハミルトン公の剣がモーン卿の腹を貫いて倒したことで決したが、モーン卿の介添人ジョージ・マッカートニーとハミルトン公の介添人ジョン・ハミルトンも剣を抜いて争いになり、ジョン・ハミルトンに剣を叩き落されたマッカートニーは剣を拾うやハミルトン公を刺した。ハミルトン公は出血多量で死亡、敗れたモーン卿も即死していたので当事者双方が死亡する結果に終わった。その後マッカートニーは国外へ逃れ、逮捕されたジョン・ハミルトンはマッカートニーを殺人者と批判したが、ホイッグ党政権になるとマッカートニーは帰国して自分は公爵を殺していないという主張を押し通した。 |                                                                |
| 小ピット＝ティアニー決闘 |                                                                |
| 1798年5月27日 グレートブリテン王国ロンドンウィンブルドンプットニー・ヒース |                                                                |
| 小ピット（英国首相） | ジョージ・ティアニー                                           |
| 小ピットは当時の英国首相でトーリー党所属。ティアニーはチャールズ・ジェームズ・フォックスの死後、ピットの外交政策のもっとも著名な反対者となったホイッグ党所属の庶民院議員だった。ピットがティアニーのことを愛国心が足りないと批判したことがきっかけで拳銃による決闘が行われることになった。どちらも負傷せず終わった |                                                                |
| バー＝ハミルトン決闘 |                                                                |
| 1804年7月11日 アメリカ合衆国ニュージャージー州ウィーホーケン |                                                                |
| 勝者 アーロン・バー（米国副大統領） | 敗者 アレクサンダー・ハミルトン †                              |
| バーは当時の米国副大統領であり、民主共和党所属。ハミルトンはアメリカ合衆国建国の父の一人であり、連邦党に所属しており、両者は政治的敵対関係にあった。ハミルトンの「バー氏は危険な人物なので、信用して政府の手綱を任せるべきではない」という批判についてバーは発言の撤回を求めたが、ハミルトンは「表現は政治的対立者の間では許される範囲の物」として撤回を拒否。その後も何度かやり取りがあったが、発言撤回されなかったのでバーはハミルトンに決闘を申し込み、ハミルトンは嫌がりながらもそれに応じた。勝負は一発で決まりハミルトンが撃たれて倒れ、バーは友人の用意した船に乗ってその場から逃れた。ハミルトンは2日後に死去、バーはニュージャージー州から殺人罪に問われたが捕まることはなかった。 |                                                                |
| ジャクソン＝ディキンソン決闘 |                                                                |
| 1806年5月30日 アメリカ合衆国ケンタッキー州アデアビル |                                                                |
| 勝者 アンドリュー・ジャクソン（後の米国大統領） | 敗者 チャールズ・ディキンソン †                                |
| 後のアメリカ大統領アンドリュー・ジャクソンが行った決闘。弁護士のディキンソンがジャクソンの妻を中傷したことがきっかけで決闘となった。2人は共に拳銃の名手だった。合図があるとディキンソンが先に発砲し、ジャクソンの心臓に命中させたように見えたが、ジャクソンは倒れず「そんなはずはない」とディキンソンが叫んだところをジャクソンの撃った弾がディキンソンに致命傷を負わせディキンソンはその場に倒れて死亡。ディキンソンの弾は確かにジャクソンに命中していたが、心臓からは反れていたので致命傷ではなく、ジャクソンは気合で耐えて相手を射殺したという。 |                                                                |
| オコンネルの決闘 |                                                                |
| 1815年2月2日 イギリスアイルランドダブリン郊外 |                                                                |
| 勝者 ダニエル・オコンネル | 敗者 ジョン・デステール †                                      |
| アイルランド民族運動家でアイルランド人の大同団結が必要と考えるオコンネルがアイルランド協会を批判し、これに協会のジョン・デステール(John D'Esterre)が怒って決闘になった。最初に撃ったデステールの弾は外れ、次に撃ったオコンネルの弾はデステールの股を撃ち抜いた。デステールは立ち会った医師に搬送されたが、翌日に死去。良心の呵責を感じたオコンネルは決闘は二度とやらないと誓ったという。 |                                                                |
| ウェリントン＝ウィンチルシー決闘 |                                                                |
| 1829年3月23日 イギリスロンドンハイド・パーク |                                                                |
| 初代ウェリントン公爵アーサー・ウェルズリー（英国首相） | 第10代ウィンチルシー伯爵ジョージ・フィンチ＝ハットン           |
| ウェリントン公は当時のトーリー党政権の首相、ウィンチルシー伯はホイッグ党所属の政治家で熱烈なプロテスタントであり、両者はカトリック救済法案の是非を巡って対立し、それがこじれて決闘になった。「撃て」の声がかかると公は伯に銃口を向けたが、伯は銃口を空に向けたままだったため、公も撃つのをためらい、ここで介添人が伯の謝罪の手紙を公に渡して公が受け入れて決闘は双方無傷のまま終了した。 |                                                                |
| ガロアの決闘 |                                                                |
| 1832年5月30日 フランス王国ジャンティイ |                                                                |
| 勝者 ペシュー・デルヴァンヴィル | 敗者 エヴァリスト・ガロア †                                    |
| 群と代数方程式の関係を示すガロア理論で知られる数学者ガロアはこの決闘で銃弾を受けて重傷を負い、翌5月31日に腹膜炎により20歳にして死去した。決闘の詳細は不明な点が多いが、大デュマの回想録によれば決闘相手はガロアと同じく「人民の友」のメンバーで共和主義者だったペシュー・デルヴァンヴィル（Pescheux d'Herbinville）だったという。決闘場所はパウル・デュピュイの書いた伝記によればジャンティイのグラシエールの沼の近くだったという。決闘の理由は恋愛のもつれ説、警察の陰謀説、自殺説などがあるが、当人が死去の直前に残した言葉などから恋愛説が有力である。 |                                                                |
| プーシキンの決闘 |                                                                |
| 1837年2月8日（旧暦1月27日） ロシア帝国サンクトペテルブルクチョールナヤ・レチカ |                                                                |
| 勝者 ジョルジュ・ダンテス | 敗者 アレクサンドル・プーシキン †                              |
| 「ロシア文学の父」と呼ばれる詩人・作家プーシキンは妻ナターリアと噂のある近衛騎兵隊将校ダンテスと決闘に及んだ。合図があった後ダンテスが先に発砲し、プーシキンに命中。駆け寄る介添人を払いのけたプーシキンは肘をついて身を起こし「待て、まだ撃つだけの力は残っている」と叫んだ。それを聞いたダンテスは腕で胸をかばう態勢でプーシキンの発砲を待った。プーシキンが発砲した弾はダンテスの腕に命中したが、胸には届かず致命傷にならなかった。プーシキンはそこで力尽きて倒れ、2日後に死去した。 |                                                                |
| ラッサールの決闘 |                                                                |
| 1864年8月28日 スイスカルージュ |                                                                |
| 勝者 フォン・ラコヴィッツァ伯爵 | 敗者 フェルディナント・ラッサール †                            |
| ラッサールは全ドイツ労働者協会会長を務める社会主義者。ラコヴィッツァ伯はワラキアの貴族。ラッサールはヘレーネ・フォン・デンニゲスとの恋愛を巡るもつれから彼女の父であるバイエルン外交官ヴィルヘルム・フォン・デンニゲスに決闘を申し込んだが、デンニゲスはヘレーネの婚約者ラコヴィッツァ伯が代わりに決闘に応じると返答し、ラッサールはそれを承諾。決闘は3つ数えてから撃つことになっていたが、「2（ツヴァイ）」の後「3（ドライ）」を待たずにラコヴィッツァ伯が発砲してラッサールの腹部に弾を命中させた。続いてラッサールも発砲したが当たらなかった。ラッサールは立ち会った医師に搬送されたが、3日後に死去した。 |                                                                |